# 글렌 하딘

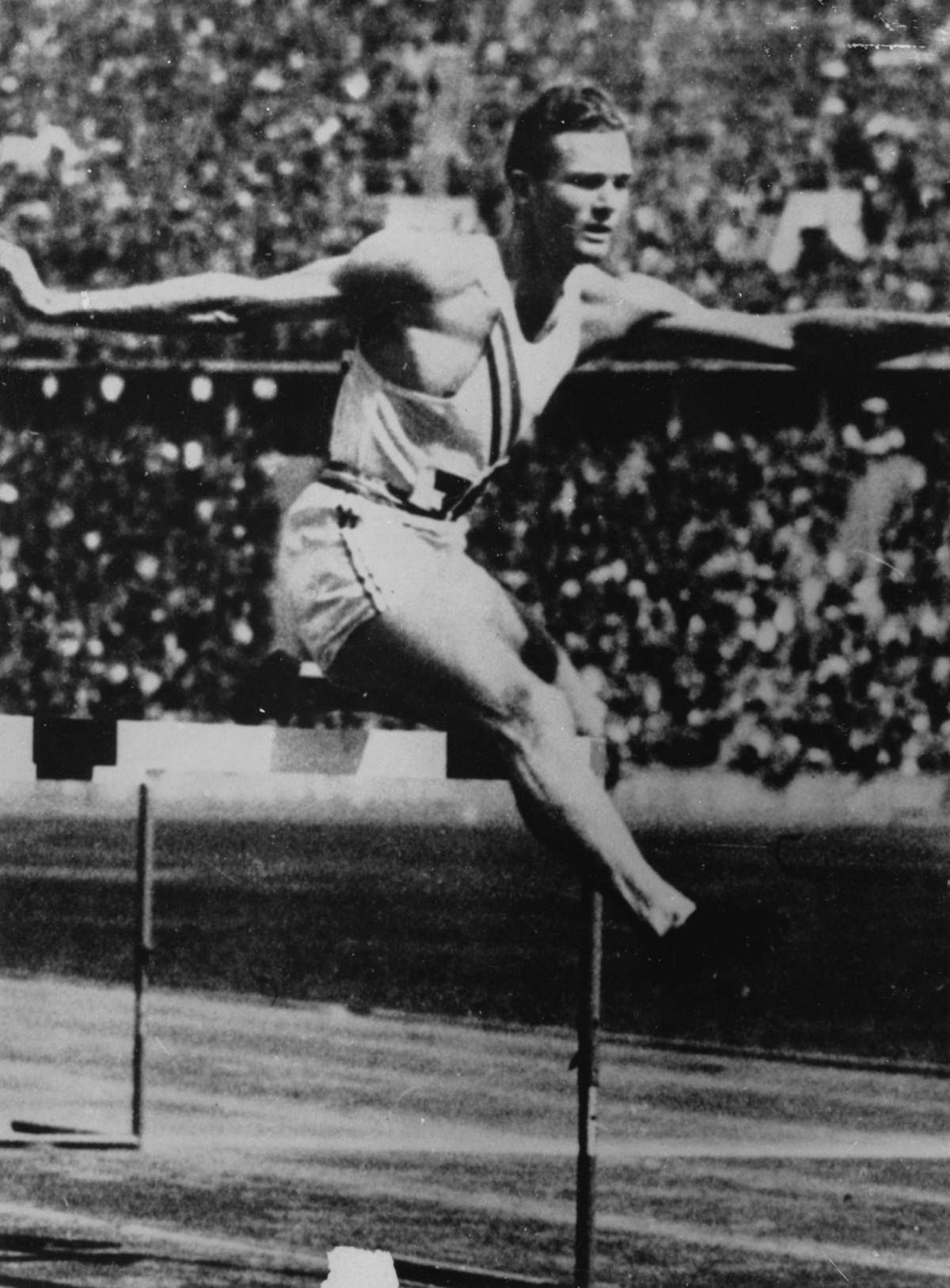

글렌 포스터 하딘(Glenn Foster Hardin, 1910년 7월 1일 ~ 1975년 3월 6일)은 미국의 육상 선수로 1936년 베를린 올림픽 400m 허들 금메달리스트였다.
미시시피주 더마에서 태어난 하딘은 1930년대에 세계의 지배적인 400m 허들 선수였고, 400m 경주에서 동등하게 강하였다.
1932년 로스앤젤레스 올림픽에서 52.0초로 400m 허들 2위를 하였으나, 우승자인 아일랜드의 밥 티스달이 장애물을 쓰러트려, 세계 기록을 위한 상연을 실격시킨 그 날들의 오류를 일으켜 하딘은 세계 기록을 위한 명예가 주어졌다. 1934년 AAU 선수권에서 기록을 51.8초로 낮추고, 그러고나서 그해 후반에 스톡홀름에서 열린 대회에서 50.6초로 향상시켰다. 그 기록은 다음 19년 동안 지속되었다.
하딘은 1932년과 1936년 올림픽 사이에 패배시킬 수 없었고, 3회의 AAU 타이틀(1933년, 1934년, 1936년)과 440 야드 허들에서 2회의 NCAA 선수권(1933년, 1934년)을 우승하였다. 베를린 올림픽에서 캐나다의 존 로어링을 0.3초 차이로 꺾고 우승한 후, 자신의 육상 경력을 끝냈다.